# Julius Groeschel
Julius Maria Groeschel, auch Julius Gröschel, (* 28. September 1859 in Irsee; † 9. Juni 1924 in München) war ein deutscher Bauingenieur, Architekt und Baubeamter.

## Leben
Julius Groeschel studierte an der Technischen Hochschule München Bauingenieurwesen und Architektur. Im Wintersemester 1880/1881 schloss er sich dem Corps Vitruvia München an. Nach dem Studienabschluss wurde er in seinem Referendariat zunächst Mitarbeiter des Landbauamtes Amberg. 1886 wechselte er als technischer Gehilfe zu den Königlich Bayerischen Staatseisenbahnen. Für einige Jahre unterbrach er den Dienst bei den Bayerischen Staatsbahnen, um als herzoglich sächsischer Hofbaumeister in Meiningen tätig zu werden, wo 1891 auch sein Sohn, der spätere Chiemseemaler Rudolf Groeschel (1891–1985) geboren wurde. Als Dr. phil. und Ingenieurassistent beim Oberbahnamt Nürnberg wurde er 1892 zum Abteilungsingenieur ernannt. 1896 wurde er zur Generaldirektion der Staatseisenbahnen nach München versetzt. Im gleichen Jahr wurde er zum Betriebsingenieur ernannt. Mittlerweile Direktionsrat mit dem Titel und Rang eines Regierungsrates bei der Generaldirektion, wurde er 1907 zum Regierungsrat bei der Eisenbahndirektion München befördert. 1913 erfolgte seine Beförderung zum Oberregierungsrat des Staatsministeriums für Verkehrsangelegenheiten. 1915 wurde ihm als Hochbaureferent der Titel und Rang eines Ministerialrats verliehen. Seit dem Übergang der Bayerischen Staatsbahnen auf das Deutsche Reich war er bis zu seiner Pensionierung am 1. Februar 1924 in gleicher Funktion Ministerialrat bei der Zweigstelle Bayern des Reichsverkehrsministerium. Wenige Monate später verstarb er in München.
In seinem Verwaltungsbereich wandte er sich insbesondere dem Kleinwohnungsbau zu. Beim Bau zahlreicher Eisenbahnersiedlungen war er für die architektonische Gestaltung und Baudurchführung verantwortlich. In seinem Baustil passte er sich dabei den Bautraditionen der jeweiligen Landschaften in Franken und Oberbayern an. Über seine praktischen Erfahrungen beim Kleinwohnungsbau verfasste er eine Richtlinie, die über den Verein deutscher Eisenbahnverwaltungen reichsweite Gültigkeit bekam.
1909 wurde Groeschel zum ersten Vorsitzenden des Bayerischen Landesvereins für Heimatschutz gewählt. In dieser Funktion gehörte Groeschel zu den Organisatoren der Bayerischen Gewerbeschau 1912 in München, wofür ihm von Prinzregent Luitpold die Allerhöchste Anerkennung ausgesprochen wurde. Seinem persönlichen Engagement und Einsatz war die in fast vierzehnjähriger Projektzeit realisierte Wiederherstellung von Schloss Neuburg am Inn zu verdanken.
Seit 1910 stand er der Bauberatungsstelle des Bayerischen Landeswohnungsvereins vor.
In zahlreichen Zeitschriftenaufsätzen publizierte er über baukünstlerische Themen.

## Auszeichnungen
- 1907: Prinzregent-Luitpold-Medaille in Silber[10]
- 1912: Orden der Eisernen Krone (Österreich) 3. Klasse[11]
- 1913: Verdienstorden vom Heiligen Michael 3. Klasse[12]
- 1916: König Ludwig-Kreuz[13]

## Werk

### Bauten
- Wohnsiedlung in Kirchseeon
- 1906: Wohnsiedlung Nürnberg-Rangierbahnhof
- 1909: Genossenschaftlichen Wohnanlage in München-Neuhausen, Donnersbergerstraße 11 (zusammen mit Hans Eisenrieth)[14]
- 1910: Museum in Birkenfeld, Friedrich-August-Straße 17 (in Form eines römischen Landhauses)

### Schriften
- Die ersten Renaissancebauten in Deutschland. In: Repertorium für Kunstwissenschaft. 11. Jahrgang 1888, S. 240–255.
- Nikolaus Gromann und der Ausbau der Veste Heldburg 1560–1564, mit den Bau-Urkunden des Burgarchivs von 1558–1566. 1892.
- Der Meister des Fuggerhofes in Augsburg. In: Kunstchronik. Neue Folge 3, 1892, S. 513–519.
- Die frühere Gestalt der Thürme des Bamberger Domes. In: Centralblatt der Bauverwaltung. 14. Jahrgang 1894, Nr. 38 (vom 22. September 1894) (online), S. 402 f.
- Denzingers letzter Entwurf. In: Centralblatt der Bauverwaltung. 15. Jahrgang 1895, Nr. 33 (vom 17. August 1895) (online), S. 349 f.
- Die neue Klosterkirche der Töchter vom hl. Erlöser in Würzburg. In: Centralblatt der Bauverwaltung. 17. Jahrgang 1897, Nr. 46 (vom 13. November 1897) (online), S. 517 f.
- Das Betriebshauptgebäude Nürnberg H. B. 1906.
- Santa Maria della Roccelletta und andere kalabrische Backsteinbauten. In: Zeitschrift für Bauwesen. 57. Jahrgang 1907, Heft 7–9.
- Der Kiosk von Konia. In: Zeitschrift für Geschichte der Architektur. Band 1 (1907/1908), S. 188 f.
- Das Bayerische Jagdhaus auf der I. Internationalen Jagdausstellung Wien 1910. In: Kunst und Handwerk. Band 62 (1911/1912), S. 157–166.
- Der Eisenbahn-Bau der Gegenwart. Bahnhofshochbauten. 1914.
- Eisenbahnhochbauten. In: Handbuch der Ingenieurwissenschaften.